# Købstaden
Købstaden er en dansk dokumentarfilm fra 1981, der er instrueret af Jørgen Lyd Nielsen.

## Handling
En hverdagsskildring fra det gamle Køge. En lyd- og billedmontage om livet i den danske provins, indfanget blandt gæve køgensere i perioden 1978-80.